# Liste der Biografien/Brav
Liste der Biografien |
Portal Biografien |
Personensuche
# |
A |
B |
C |
D |
E |
F |
G |
H |
I |
J |
K |
L |
M |
N |
O |
P |
Q |
R |
S |
T |
U |
V |
W |
X |
Y |
Z |
?
 
Ba |
Be |
Bd |
Bg |
Bh |
Bi |
Bj |
Bl |
Bm |
Bn |
Bo |
Br |
Bs |
Bu |
Bw |
By |
Bz
 
Bra |
Brc |
Brd |
Bre |
Brg |
Bri |
Brj |
Brk |
Brl |
Brn |
Bro |
Brp–Brt |
Bru |
Brv |
Bry |
Brz
 
Braa |
Brab |
Brac |
Brad |
Brae |
Braf |
Brag |
Brah |
Brai |
Braj |
Brak |
Bral |
Bram |
Bran |
Brao |
Braq |
Brar |
Bras |
Brat |
Brau |
Brav |
Braw |
Brax |
Bray |
Braz
Die Liste der Biografien führt alle Personen auf, die in der deutschsprachigen Wikipedia einen Artikel haben. Dieses ist eine Teilliste mit 68 Einträgen von Personen, deren Namen mit den Buchstaben „Brav“ beginnt.

## Brav

### Brava
- Bravais, Auguste (1811–1863), französischer Physiker und Mitbegründer der Kristallographie

### Brave
- Brave NoiseCat, Julian (* 1993), indigener Umweltaktivist und Filmregisseur
- Brave, Carl (* 1989), italienischer Rapper
- Braveleit, Christoph Wilhelm († 1795), Orgelbauer in Kurland und Preußen
- Bravenboer, Wim (1946–2025), niederländischer Radrennfahrer
- Braverman, Alexander (* 1974), israelischer Mathematiker
- Braverman, Charles (* 1944), US-amerikanischer Kameramann, Filmregisseur und Filmproduzent
- Braverman, Harry (1920–1976), US-amerikanischer Kommunist und politischer Autor
- Braverman, Mark (* 1948), US-amerikanischer Psychologe
- Braverman, Mark (* 1984), israelischer Mathematiker und Informatiker
- Braverman, Suella (* 1980), britische Politikerin der ToriesSuella Braverman (* 1980)

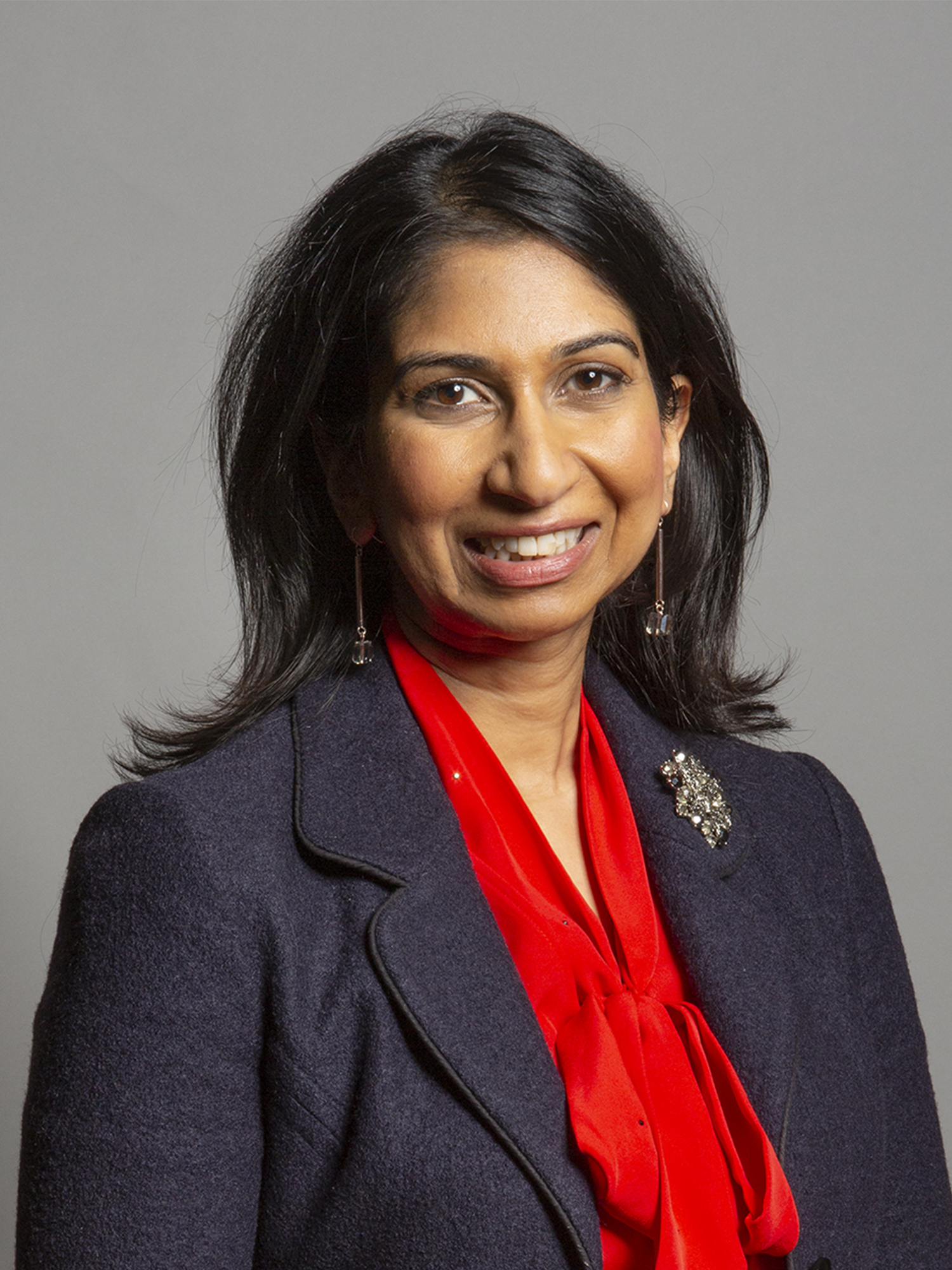
Suella Braverman (* 1980)

### Bravi
- Bravi, Alessandro Alunni (* 1974), italienischer Jurist und Manager
- Bravi, Maurizio (* 1962), italienischer römisch-katholischer Geistlicher, Erzbischof und Diplomat des Heiligen Stuhls
- Bravi, Michele (* 1994), italienischer Popsänger

### Bravm
- Bravman, Jack (* 1926), kanadischer Filmproduzent, Filmregisseur, Drehbuchautor und Schauspieler
- Bravmann, Max (1909–1977), deutsch-US-amerikanischer Rabbiner

### Bravn
- Bravničar, Matija (1897–1977), slowenischer Komponist

### Bravo
- Bravo Álvarez, Gonzalo Arturo (* 1962), chilenischer römisch-katholischer Geistlicher, Bischof von San Felipe
- Bravo Cortés, Israel (* 1971), kolumbianischer Geistlicher, römisch-katholischer Bischof von Tibú
- Bravo de Saravia, Melchor († 1577), Gouverneur von Chile
- Bravo Hollis, Helia (1901–2001), mexikanische Botanikerin
- Bravo Hollis, Margarita (1911–2011), mexikanische Zoologin und Hochschullehrerin
- Bravo Isaga, Wilmen (* 1981), venezolanischer Straßenradrennfahrer
- Bravo Murillo, Juan (1803–1873), Regierungspräsident von Spanien
- Bravo Salazar, Juan Carlos (* 1967), venezolanischer Geistlicher und römisch-katholischer Bischof von Petare
- Bravo, Alberto, chilenischer Fußballspieler
- Bravo, Alejandra (* 1961), mexikanische Biochemikerin und Mikrobiologin
- Bravo, Anna (1938–2019), italienische Historikerin
- Bravo, Carme (1920–2007), katalanische klassische Pianistin und Musikpädagogin
- Bravo, Charly (1943–2020), spanischer Schauspieler
- Bravo, Christian (* 1968), chilenischer Fußballspieler
- Bravo, Christian (* 1993), chilenischer Fußballspieler
- Bravo, Chuy (1956–2019), US-amerikanischer Schauspieler und Komiker
- Bravo, Ciara (* 1997), US-amerikanische Schauspielerin, Synchronsprecherin und SängerinCiara Bravo (* 1997)

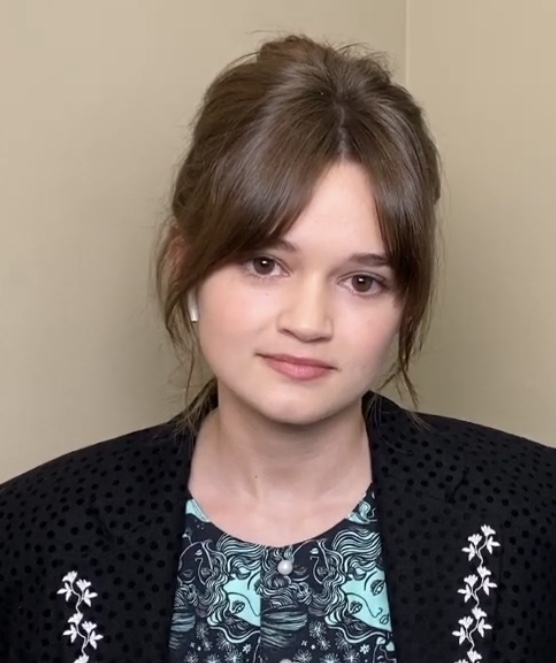
Ciara Bravo (* 1997)

- Bravo, Claudio (1936–2011), chilenischer Maler
- Bravo, Claudio (* 1983), chilenischer FußballtorhüterClaudio Bravo (* 1983)

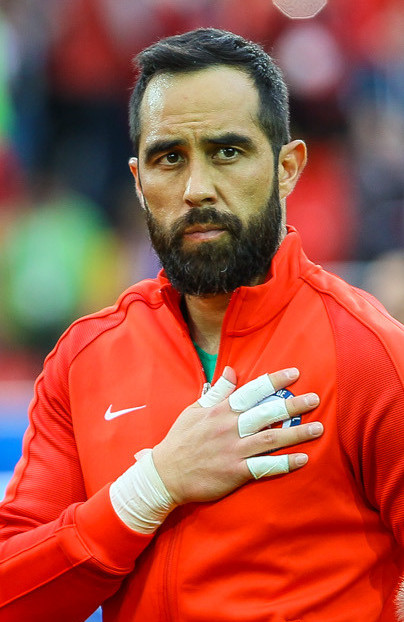
Claudio Bravo (* 1983)

- Bravo, Daniel (* 1963), französischer Fußballspieler
- Bravo, Dino (1948–1993), kanadischer Wrestler
- Bravo, Duncan (* 1964), US-amerikanischer Schauspieler
- Bravo, Eddie (* 1970), amerikanischer Musiker, BJJ-Kämpfer und Verfasser mehrerer Bücher
- Bravo, Émile (* 1964), französischer Comiczeichner und Illustrator
- Bravo, Federico Saturnino (1920–2010), argentinischer Abgeordneter und Diplomat
- Bravo, Francisco (1934–2002), ecuadorianischer Theologe und Philosophiehistoriker
- Bravo, Garikoitz (* 1989), spanischer Radrennfahrer
- Bravo, Guillermina (1920–2013), mexikanische Tänzerin und Choreografin
- Bravo, Gustavo A. (* 1979), kolumbianischer Ornithologe
- Bravo, Hugo (1944–2020), chilenischer Fußballspieler
- Bravo, Hugo (* 1972), chilenischer Fußballspieler
- Bravo, Iker (* 2005), spanischer Fußballspieler
- Bravo, Janicza (* 1981), US-amerikanische Filmregisseurin, Drehbuchautorin und Filmproduzentin
- Bravo, Johan (1796–1876), deutsch-dänischer Maler und Diplomat
- Bravo, Jorge, uruguayischer Straßenradrennfahrer
- Bravo, Leopoldo Alfredo (1960–2010), argentinischer Diplomat
- Bravo, Lucas (* 1988), französischer Filmschauspieler und ModelLucas Bravo (* 1988)

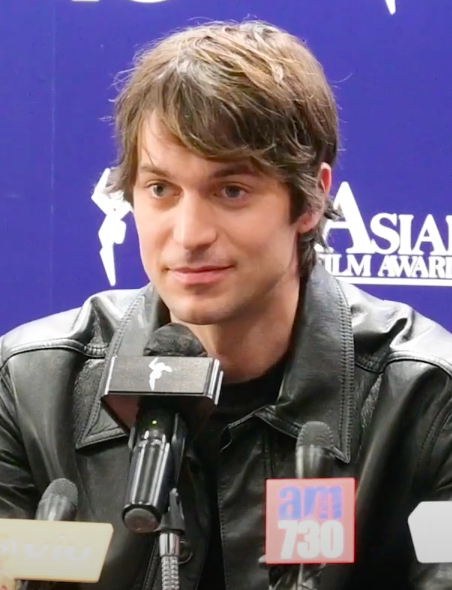
Lucas Bravo (* 1988)

- Bravo, Manuel (1897–1974), chilenischer Fußballspieler
- Bravo, Manuela (* 1957), portugiesische Sängerin
- Bravo, Marcello (* 1978), österreichischer Pornodarsteller
- Bravo, Mario (1882–1944), argentinischer Schriftsteller
- Bravo, Martín (* 1986), argentinischer Fußballspieler
- Bravo, Mateo (* 1949), mexikanischer Fußballspieler
- Bravo, Nicolás (1786–1854), mexikanischer Militär und Politiker
- Bravo, Omar (* 1980), mexikanischer Fußballspieler
- Bravo, Raúl (* 1981), spanischer Fußballspieler
- Bravo, Rosa María (* 1976), spanische Radrennfahrerin
- Bravo, Rose Marie (* 1951), US-amerikanische Managerin
- Bravo, Sergio (1927–1997), mexikanischer Fußballspieler
- Bravo, Soledad (* 1943), spanisch-venezolanische Sängerin
- Bravo, Vinicio (* 1957), mexikanischer Fußballspieler